# 熊野神社 (伊豆の国市三福)
熊野神社（くまのじんじゃ）は、静岡県伊豆の国市三福（みふく）にある神社。

## 概要
創建不詳だが、嘉吉3年（1443年）銘の棟札の写しが残されており、創建はそれ以前に遡る。また、神社を含む地域一帯が、縄文時代以降の遺物を残す仲道A遺跡（三福遺跡）であり、太古からの居住地であったことが分かる。
昭和6年（1931年）に入母屋造平入千鳥破風向拝付銅板葺の拝殿と、切妻造銅板葺の本殿が建立された。
北方近隣の広瀬神社、南方近隣の大仁神社と共に、大仁地区の3つの主要な神社の1つであり、「神社の杜(森)」は広瀬神社と共に、例大祭で行われる「種蒔三番叟」は大仁神社と共に、それぞれ市指定の文化財（天然記念物/無形民俗文化財）に指定されている。

## 祭神
- 熊野速玉神
- 熊野夫須美神

## 境内社
- 稲荷社

## 文化財
- 神社の杜(森) - 市指定天然記念物[4]
- 種蒔三番叟 - 市指定無形民俗文化財[4]